# Туннели (цикл романов)
«Туннели» — литературный цикл из шести книг, написанный авторами Родериком Гордоном и Брайаном Уильямсом в 2007—2011 годах. Цикл рекламировался как «новый Гарри Поттер» и права на него в Великобритании принадлежат открывшему Гарри Поттера издательству Bloomsbury Publishing.
Книги рассказывают об отце и сыне, археологах. Однажды отец Уилла пропадает и его сын должен найти потерянного родителя, но вместо этого юный Уилл Берроуз находит подземный город, населённый злыми существами, похожими на людей.
Первые пять книг переведены издательством АСТ. Всего книги цикла переведены на пятнадцать языков. В 2010 году началась подготовка к экранизации первой книги.

## Книги
1. «Туннели»[англ.]
2. «Глубже»[англ.]
3. «Свободное Падение
»[англ.]
4. «Ближе»[англ.]
5. «Низвержение»[англ.]
6. «Терминал»[англ.]